# Реч по реч
„Реч по реч” је југословенски документарни ТВ филм из 1974. године. Режирао га је Александар Мандић а сценарио су написали Дејан Ђурковић, Александар Мандић и Владимир Манојловић.

## Улоге
| Глумац            | Улога               |
| ----------------- | ------------------- |
| Алеш Беблер       | Правник и дипломата |
| Бранко Ћопић      | Књижевник           |
| Радивоје Марковић | Спортски новинар    |
| Дејан Ђурковић    | Домаћин             |
| Здравко Чолић     | Певач               |
| Ксенија Еркер     | Певачица            |
| Зафир Хаџиманов   | Певач               |
| Тома Курузовић    | Глумац              |
| Сенка Велетанлић  | Певачица            |